# سیستم واحد نامگذاری
سیستم نامگذاری یکپارچه یا واحد، یک سیستم طبقه بندی آلیاژها می باشد که به‌صورت گسترده ای در آمریکای شمالی پذیرفته شده است.
سیستم نامگذاری یکپارچه یا واحد، یک سیستم طبقه بندی آلیاژها می باشد که به‌صورت گسترده ای در آمریکای شمالی پذیرفته شده است.. این سیستم از یک حرف پیشوند و 5 عدد برای نامگذاری و تعیین آلیاژ ها استفاده می نماید. برای مثال، پیشوند S نشانگر آلیاژهای فولاد ضد زنگ ،پیشوند C نشانگر مس، برنز و برنج، پیشوند T نیز نشانگر فولاد های ابزار می باشد. 3 رقم اول بخش عددی نام عموماً از نام های سیستم های قدیمی تبعیت می کند در حالی که 2 رقم آخر انواع جدیدتر همان آلیاژ را شامل می شود.برای مثال فولاد ضد زنگ نوع 310 در سیستم قدیمی، به آلیاژ S31000 در سیستم UNS تغییر کرده است. نوع کم کربن و مدرن همین آلیاژ که در گذشته با نام فولاد ضد زنگ 310s شناخته می شد، حال در سیستم UNS با نام UNS S31008 شناخته می شود.برای مثال انتخاب عدد "08" در دو رقم آخر نام آلیاژ به علت این امر است که بیشترین میزان مجاز کربن در این آلیاژ 8 صدم درصد می باشد. نام یک آلیاژ در این سیستم لزوماً نشان دهنده خصوصیات فیزیکی یا مکانیکی آن مانند نوع عملیات حرارتی، فرم یا کیفیت نمی‌باشد.
در زیر نام برخی از آلیاژهای مرسوم در سیستم نامگذاری یکپارچه اشاره می شود:
فولاد ابزار T2 به UNS K11547
فولاد ضد زنگ 17/4ph به UNS S17400
فولاد ضد زنگ 316L به UNS S31603
آلیاژ مس CDA 903 به UNS C90300
تغییر یافته اند.
در زیر نوع انتخاب پیشوند برای آلیاژهای مختلف نشان داده شده است.
| UNS series       | نوع فلز                                                                              |
| ---------------- | ------------------------------------------------------------------------------------ |
| A00001 to A99999 | آلومینیوم و آلیاژهای آلومینیوم                                                       |
| C00001 to C99999 | مس و آلیاژهای مس ( برنز و برنج)                                                      |
| D00001 to D99999 | فولادهای با خصوصیات مکانیکی مشخص                                                     |
| E00001 to E99999 | مواد و آلیاژهای معدنی                                                                |
| F00001 to F99999 | چدن ها                                                                               |
| G00001 to G99999 | فولادهای ساده کربنی و آلیاژی AISI و SAE                                              |
| H00001 to H99999 | فولاد های گروه H استاندارد های SAE و AISI                                            |
| J00001 to J99999 | فولاد های ریخته گری شده                                                              |
| K00001 to K99999 | فولاد و آلیاژهای آهن پایه متفرقه                                                     |
| L00001 to L99999 | فلزات و آلیاژهای با دمای ذوب پایین                                                   |
| M00001 to M99999 | فلزات غیر آهنی متفرقه به انضمام منیزیم                                               |
| N00001 to N99999 | نیکل و آلیاژهای نیکل                                                                 |
| P00001 to P99999 | فلزات و آلیاژهای گران بها                                                            |
| R00001 to R99999 | مواد نسوز و دیر گداز مانند تیتانیوم، کوبالت، مولیبدن، زیرکونیوم، تانتالیوم و نیوبیوم |
| S00001 to S99999 | فولاد های مقاوم به خوردگی و حرارت (فولاد های ضد زنگ)                                 |
| T00001 to T99999 | فولاد ابزار ریخته و غیر ریخته                                                        |
| W00001 to W99999 | فیلر جوش                                                                             |
| Z00001 to Z99999 | روی و آلیاژهای روی                                                                   |